# Осташково (Лихославльский район)
Осташково — деревня в Лихославльском районе Тверской области России, входит в состав Станского сельского поселения.

## География
Деревня расположена на берегу реки Медведица в 11 км на восток от центра сельского поселения деревни Стан и в 44 км на север от райцентра города Лихославль. 

## История
В 1849 году в селе была построена деревянная Вознесенская церковь с 5 престолами. 
В конце XIX — начале XX века село входило в состав Толмачевской волости Бежецкого уезда Тверской губернии. 
С 1929 года деревня являлась центром Осташковского сельсовета Толмачевского (Новокарельского) района Тверского округа Московской области, с 1935 года — в составе Калининской области, с 1956 года — в составе Язвихинского сельсовета Лихославльского района, с 2005 года — в составе Микшинского сельского поселения.

## Население
| 1859 | 2002 | 2010 |
| ---- | ---- | ---- |
| 439  | ↘79  | ↘38  |